# Karlslunde Strandkirke
Karlslunde Strandkirke er en folkekirke på Karlslunde Mosevej i Greve Kommune.
Det er en velbesøgt kirke, hvor deltagergennemsnittet til gudstjenester er omkring 200.

## Historie
Kirken afløste en vandrekirke, som blev sat op i 1971. Den permanente kirke blev indviet i 1980.
Gennem mange år hed sognepræsten Helge Pahus. Han var en indflydelsesrig præst i den kirkelige bevægelse Dansk Oase, og sognekirken er i dag stadig tilknyttet bevægelsen.
Tilknyttet til kirken findes også en forening, Strandkirkefællesskabet, som indsamler penge til kirkelige formål.

## Kirkebygningen
Arkitekter: Ib & Jørgen Rasmussen.
- Fra legepladsen
- Klokketårn

## Interiør
Tekst mangler, hjælp os med at skrive teksten

## Eksterne kilder og henvisninger
- Karlslunde Strandkirke hos KortTilKirken.dk